# ISO/IEC 18000
ISO/IEC 18000 е международен стандарт, който описва серия от разнообразни RFID-технологии, всяка от които използва уникален честотен диапазон.
ISO/IEC 18000 се състои от следните части под общото название Информационни технологии – Радиочестотна идентификация за управление движението на обектите:
- Част 1: Архитектура и определения на параметрите, които се стандартизират.
- Част 2: Параметри на радиоинтерфейса за връзка на честота 135 kHz.
- Част 3: Параметри на интерфейса за въздушни комуникации на честота 13,56 MHz.
- Част 4: Параметри на интерфейса за въздушни комуникации на честота 2,45 GHZ.
- Част 6: Параметри на въздушния интерфейс за връзка на честоти от 860 MHz до 960 MHz.
- Част 7: Параметри на активния интерфейс за въздушни съобщения на честота 433 MHz.

Различните части на стандарта ISO/IEC 18000 описват въздушния интерфейс за връзка на различни честоти, за да е възможно да се използват различни физически поведения (ситуации). Различните части на стандарта ISO/IEC 18000 се разработват от обединения технически комитет ISO/IEC JTC1 SC31, „Автоматични методи за въвеждане на данни“.
Съответствието на методите за изпитване за различните части на стандарта ISO/IEC 18000 са определени в съответните части на стандарта ISO/IEC 18047.
Методите за изпитване са определени в ISO/IEC 18046.